# Glaucostolella oxyteles
Glaucostolella oxyteles är en fjärilsart som beskrevs av Edward Meyrick 1926. Glaucostolella oxyteles ingår i släktet Glaucostolella och familjen äkta malar. Inga underarter finns listade i Catalogue of Life.